# Skällträsket (Sorsele socken, Lappland, 725004-155997)
Skällträsket är en sjö i Sorsele kommun i Lappland och ingår i Umeälvens huvudavrinningsområde.